# Rastislav Revúcky
Rastislav Revúcky (17 de mayo de 1978) es un deportista eslovaco que compitió en tenis de mesa adaptado. Ganó tres medallas en los Juegos Paralímpicos de Verano entre los años 2004 y 2012.

## Palmarés internacional
| Juegos Paralímpicos | Juegos Paralímpicos   | Juegos Paralímpicos | Juegos Paralímpicos |
| Año                 | Lugar                 | Medalla             | Prueba              |
| ------------------- | --------------------- | ------------------- | ------------------- |
| 2004                | Atenas (Grecia)       | Medalla de plata    | Equipo 1-2          |
| 2008                | Pekín (China)         | Medalla de oro      | Equipo 1-2          |
| 2012                | Londres (Reino Unido) | Medalla de oro      | Equipo 1-2          |